# Herbie Flowers
Herbie Flowers (* jako Brian Keith Flowers; 19. května 1938 Isleworth, Anglie – 5. září 2024) byl britský baskytarista. V roce 1969 spoluzaložil skupinu Blue Mink, v letech 1976–1977 hrál v T. Rex a následovalo dlouholeté členství v kapele Sky. Rovněž spolupracoval s Davidem Bowiem; hrál na jeho albech Space Oddity (1969), Diamond Dogs (1974) a hrál také na albu Transformer (1972) od Lou Reeda, které Bowie produkoval. Hrál také na několika albech Eltona Johna; Tumbleweed Connection (1970), Madman Across the Water (1971) nebo A Single Man (1978). Spolupracoval například také s Bryanem Ferrym, Jeffem Waynem a Harry Nilssonem.